# Sojus MS-08
Sojus MS-08 ist eine Missionsbezeichnung für den Flug des russischen Raumschiffs Sojus zur Internationalen Raumstation. Im Rahmen des ISS-Programms trägt der Flug die Bezeichnung ISS AF-54S. Es war der 54. Besuch eines Sojus-Raumschiffs an der ISS und der 160. Flug im Sojusprogramm.

## Besatzung

### Hauptbesatzung
- Oleg Artemjew (2. Raumflug), Kommandant (Russland/Roskosmos)
- Andrew Feustel (3. Raumflug), Bordingenieur (USA/NASA)
- Richard R. Arnold (2. Raumflug), Bordingenieur (USA/NASA)

### Ersatzmannschaft
- Alexei Owtschinin (2. Raumflug), Kommandant (Russland/Roskosmos)
- Nick Hague (1. Raumflug), Bordingenieur (USA/NASA)

Wie üblich bildeten Owtschinin und Hague bei der übernächsten Mission – Sojus MS-10 selbst die Hauptmannschaft, landeten jedoch nach einem Startunfall gleich wieder in der kasachischen Steppe. Mit Sojus MS-12 flogen sie schließlich im März 2019 zur ISS.

## Missionsbeschreibung
Die Mission brachte drei Besatzungsmitglieder der ISS-Expeditionen 55 und 56 zur Internationalen Raumstation.
Wie bei Sojus MS-07 wurde für diese Mission wieder auf den klassischen Zweitagesanflug zurückgegriffen. Gründe waren die Verzögerung des Starts vom 15. auf den 21. März, die Notwendigkeit der Landung von Sojus MS-06 bei Tageslicht und eine bessere Eintaktung in die ISS-Planung (ankommende Raumfahrzeuge sowie Schlafzyklen der Mannschaft in den folgenden Wochen).
Das Abdocken erfolgte am 4. Oktober 2018 um 07:57 UTC, damit begann auf der Station die ISS-Expedition 57 mit Alexander Gerst als Kommandant. Die Landung erfolgte am selben Tag ca. 4 Stunden später in der kasachischen Steppe 146 km südöstlich von Scheskasgan.

## Galerie

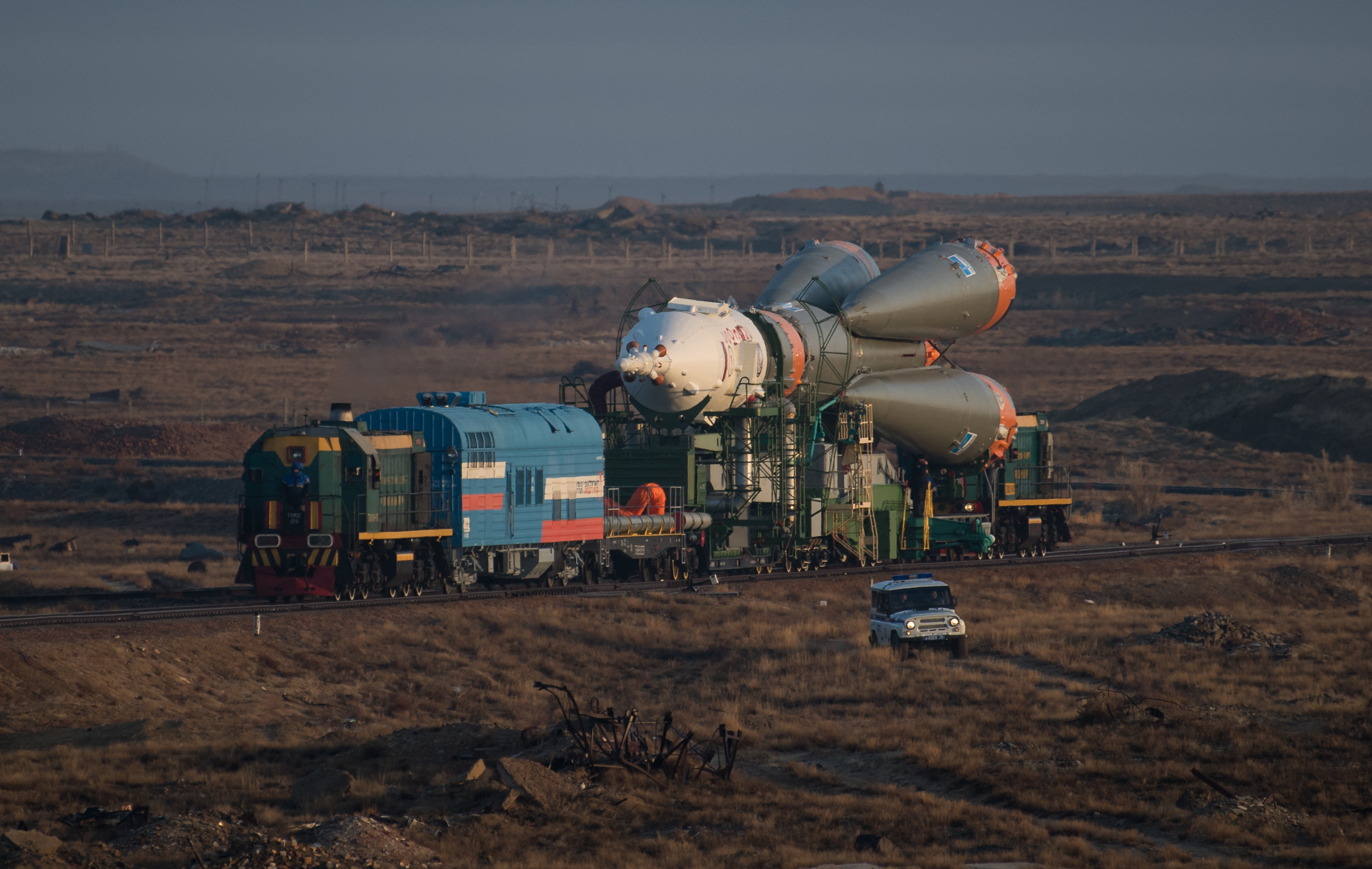
Der Rollout der Rakete am 19. März 2018
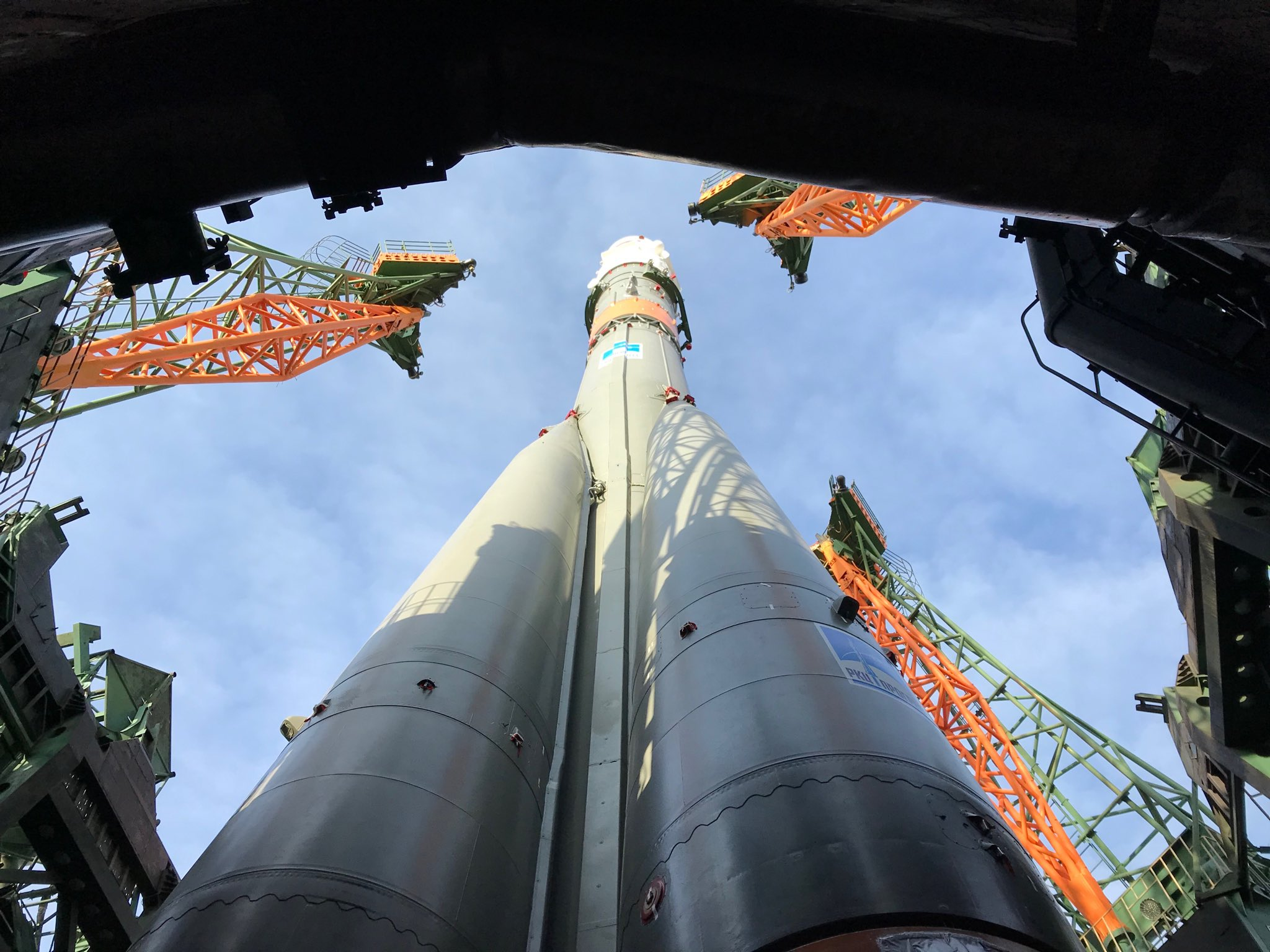
Die Rakete auf der Rampe von unten gesehen
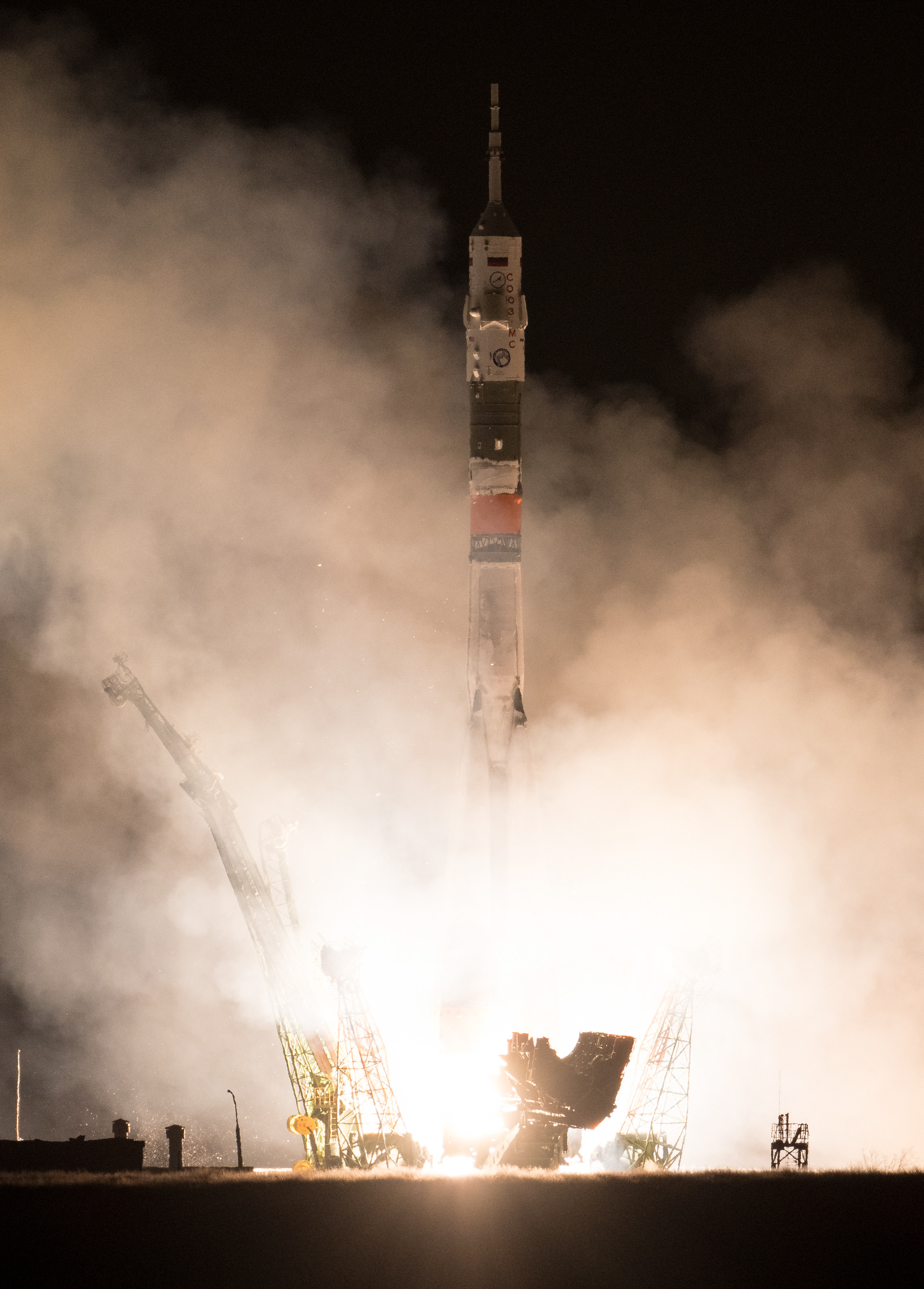
Der Start am 21. März
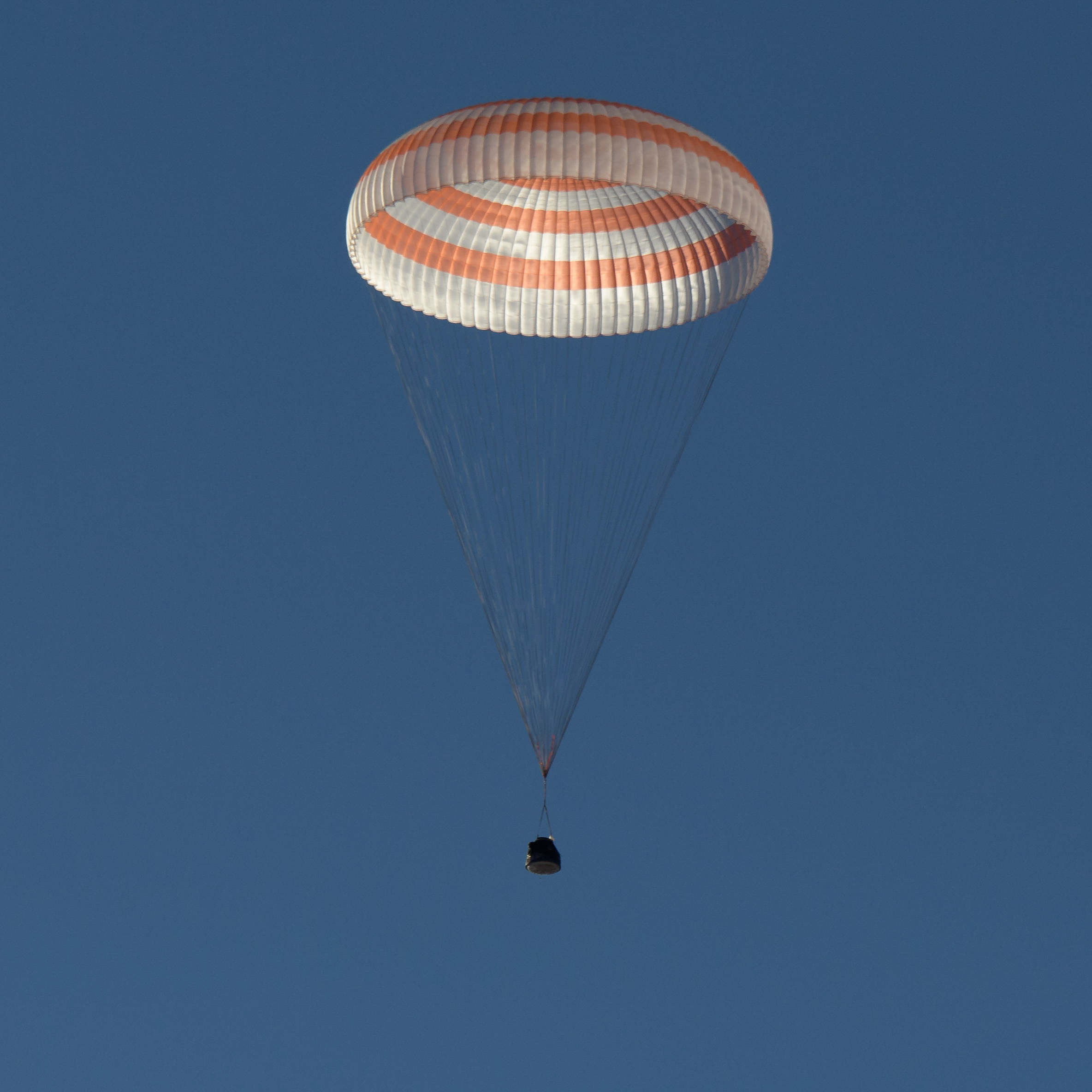
Die Landekapsel am Fallschirm am 4. Oktober
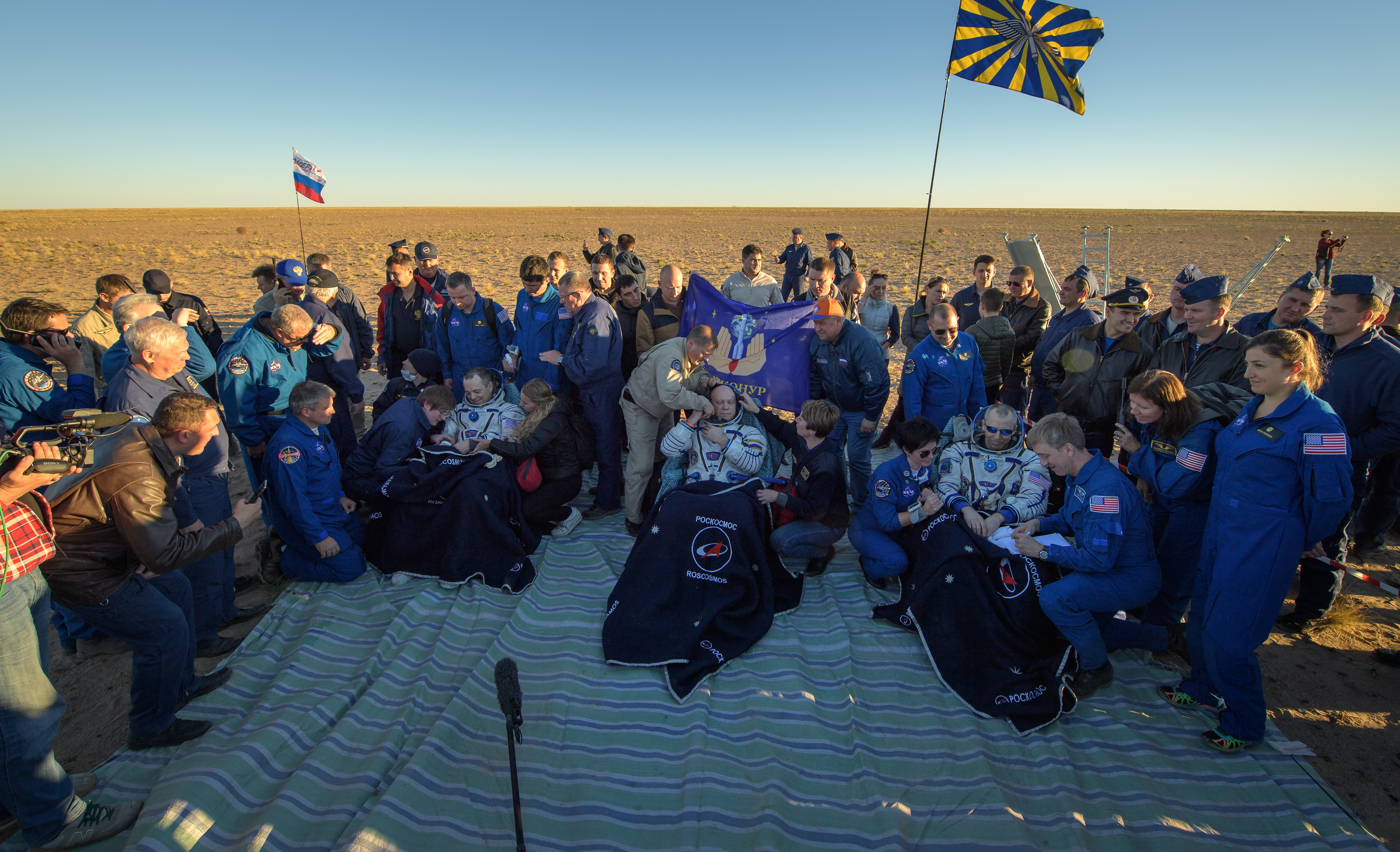
Die Crew mit den Helfern kurz nach der Landung